# 京急600形電車 (初代)
京急600形電車（けいきゅう600がたでんしゃ）は1953年（昭和28年）から1958年（昭和33年）にかけて登場し、400形への改番を経て1986年（昭和61年）まで在籍した京浜急行電鉄の電車。
以下の文中では、京急本線上で南側を「浦賀寄り」、北側を「品川寄り」、東側を「海側」、西側を「山側」と呼ぶ。編成番号は浦賀寄り先頭車の車両番号で代表する。「1000形」は1959年（昭和34年）登場の1000形（初代）、「800形」は1978年（昭和53年）登場の800形（2代）をさす。600形、700形についてはそれぞれ（初代）（2代）で識別するものとする。

## 概要
1948年（昭和23年）6月1日に東京急行電鉄（大東急）から分離独立した京浜急行電鉄は、戦後復興の二本柱として行楽輸送と通勤輸送を成し遂げるとの目標を立て、駅や線路設備の改良などで高速化と大量輸送への対応を進めていた。1951年（昭和26年）には行楽輸送を視野に登場した2扉セミクロスシート車500形の導入を開始し、続いてこの500系をベースにした日常の通勤通学の輸送力増強・改善を目指した新型車が計画された。
そこで、1953年度（昭和28年）と1954年度（昭和29年）にクハ550形を基本とした車体で、3扉・ロングシートの2両貫通編成として登場したのが600形（初代）である。それまでのイコライザー式台車に代わる新型台車を採用、またその後の京急の電車のイメージカラーとなる、ダークバーミリオンの赤い車体に白い帯の車体色を初めて採用した。
1957年（昭和32年）と1958年（昭和33年）には木造車クハ120形の鋼体化名義で増備された。このグループは2両貫通編成であることや、車体の大まかな寸法や側面窓配置は共通だが、車体設計を1956年に登場した700形（初代）をベースとしたものに変更したため、前面デザインや車体構造が大きく異なる。
長編成化や1000形投入に伴う車両性能向上工事、18メートル級吊掛駆動車の形式統合などにより、1965年（昭和40年）に一部車両の運転台撤去・中間車化・電動車化・付随車化などを実施してほとんどの車両が4両固定編成化された後、300形・400形（初代）・420形と形式統合されて400形（2代）へと改番。その後車体更新などをへて、1986年までに全車廃車された。

## 車体
車体長17,500mm、車体幅2,700mm。1953年、1955年製は半鋼製車体、1957年、1958年製は全金属車体。
窓配置はd1D (1) 2D (1) 2D (1) 1（d：乗務員扉、D：客用扉、(1) ：戸袋窓）とし、ほぼ同時期に登場した京王2700系、小田急2100形などと同様、その後の関東私鉄で標準的に採用されていたドア間窓3枚の窓配置を初めて採用した。この窓配置はその後1978年製の1000形最終製造車まで採用された。
側窓は1955年製までが500形と同じく床面上700mmの框から、戸袋窓の高さ1,000mm、幅1,000mm、窓枠を介して上下2段に分割、それ以外が高さ1,000mm、幅1,000mmの2段上昇窓で、下段中央を横切る位置に保護棒が設置されていた。ドアは鋼製プレスドアとされ、側窓と同じ位置に中桟が入っていた。1957年製以降はロングシート車では背ずりが低くなるため、座り心地改善を目的に床面上730mmに框位置が変更されている他、戸袋窓がHゴムはめ殺しとなり、扉窓の中桟も廃止された。
前面は当時流行のいわゆる「湘南形」の正面2枚窓だが、1955年製以前の窓は1,000mm×1,000mmの正方形でセンターピラーが太く、雨樋が先頭部窓上にもまわされたため国鉄80系電車などとは大きく印象が異なっていた。1957年製以降は幅1,000mm、高さ900mmの窓が採用され、センターピラーも細く、雨どいの位置が高くなって前面は張り上げ屋根のようにすっきりとしたデザインとなった。
前照灯は当時の標準に従い、屋根中央に1灯白熱灯を設置しており、標識灯は左右腰部に埋め込み式のものが設置された。

## 主要機器

### 主電動機・駆動装置
- 1953年度製造車は東洋電機製造TDK-553/5-DM。デハ500系のTDK-553/2-CMのほぼ同一品。
- 1954年度製造車は東洋電機製造TDK-553/6-DM。1953年度製造車とほぼ同一品。
- 1957年度、1958年度製造車は420形の偶数車を電装解除して流用したTDK-553/2-BM。

いずれも端子電圧750V、出力110kW。駆動方式は吊り掛け式。

#### 主制御器
- 1953年度、1954年度製造車は、500形と同じく東洋電機製造製ES-521A
- 1957年度・1958年度製造車は、420形の偶数車を電装解除して流用したES-516EもしくはE1

運輸省規格型車両であった420形の装備していたES-516系に対し、ES-521Aは加速性能を重視して制御段数が多くなっていた。

#### 台車
- 川崎車輌製、長腕形軸梁式のOK-8・8A・8B・8C
- 東急車輛製、TS-K、TS-KA

#### ブレーキ
- AMMｰR（自動ブレーキ）

このブレーキに空気圧を供給するコンプレッサーは電動発電機とともにデハ600形に搭載されている。

#### 集電装置
デハ600形の運転台寄りに各1基ずつ通常の菱枠形パンタグラフを搭載。すべて東洋電機製で1953年度製造車はPT41-SB、1954年度製造車はPT42-AD、それ以降はPT43-Dを採用した。なおクハ650形も全車パンタ台が準備され、台車も含め容易に電動車化できる準備がされていた。

## 製造時のバリエーション

### 1953年度製造車

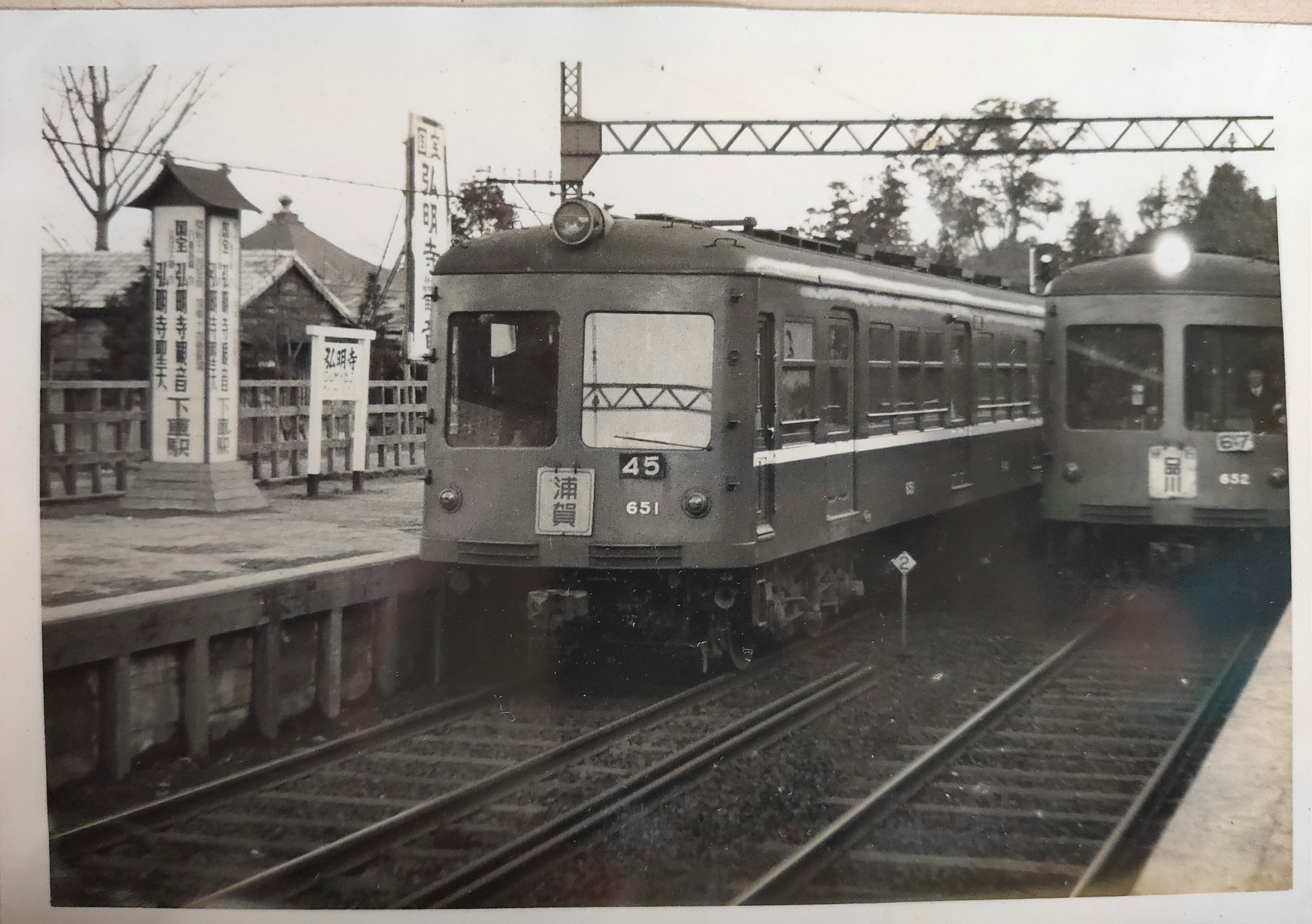
クハ651・652 1959年弘明寺駅にて撮影

製造所の「東急」は東急横浜製作所/東急車輌製造製、「川崎」は川崎車輌製。左が浦賀寄り。以下各製造時で同じ。
| M   | T   | 製造所 |
| 601 | 651 | 川崎   |
| 602 | 652 | 川崎   |
| 603 | 653 | 川崎   |
| 604 | 654 | 東急   |
| 605 | 655 | 東急   |

本形式で最初に製造された車両。京急の社内では1954年度製造車と合わせて、便宜的に『600A』と呼称されていた。
登場当初は帯の太さが100ミリとやや細く、先頭部に白帯が回っていないなど後のものとは若干異なっていた。

### 1954年度製造車
| M   | T   | 製造所 |
| 606 | 656 | 東急   |
| 607 | 657 | 東急   |
| 608 | 658 | 東急   |
| 609 | 659 | 川崎   |
| 610 | 660 | 川崎   |
| 611 | 661 | 川崎   |

デハ611。1955年の製造直後と思われる姿

前年製造車に対して、ワイパー自動化、保護棒のステンレス化、前照灯のセミシールドビーム化、川車製台車のOK-8Aへ、東急製台車のTS-KAへの変更が行われている。東急横浜製作所が東急車輛製造に改組されたため、今回の製造分から製造者が東急車輛となっている。

### 1957年度製造車
| M   | T   | 製造所 |
| 612 | 662 | 東急   |
| 613 | 663 | 東急   |

デハ612。1957年の製造直後と思われる姿

今回の製造車から車体が700形（初代）に準じた全金属製に一新された。ただしドアの幅や窓配置などは旧来の600系と同じで、都営1号線相互直通規格の寸法を取り入れて登場した1000形とは各種寸法が異なる。京急の社内では『600B』と呼ばれていた。
換気装置が押し込み式通風機からファンデリアに変更され、700形同様上屋根が設けられた。ただし同形式と違い、パンタ台の部分は高さが低められている。上屋根設置のため車体断面寸法が変更されている。前面形状変更とあわせ、雨樋位置を高くしたため、洗練された印象の外観となった。車体は全車東急製、台車は全車川車製OK-8Bである。先述のとおり主電動機と主制御器などは420形偶数車から流用しているが、電動発電機などの補器類は新造品である。

### 1958年度製造車
| M   | T   | 製造所 |
| 614 | 664 | 東急   |
| 615 | 665 | 東急   |
| 616 | 666 | 東急   |

本形式の最終製造車。車体は東急製、台車は川車製OK-8C。窓枠がアルミサッシとなった。この製造時のクハ650形は京急では最後に製造された旅客用制御付随車となる。前年度と異なり電動発電機なども420形から流用したことから、京急の社内では『600C』と前年度製造車とは区別されていた。

## デハ600形時代の変遷
1953年度製・1954年度製車両はベースとなったクハ550形と同様に、当初車内暖房が取り付けられていなかったため、1957年にヒーターの取り付け改造が行われた。また室内灯も1963年（昭和38年）にそれまでの白熱灯を蛍光灯に変更している。
1958年度製造車は同年秋に竣工したが、流用した電動発電機の出力の問題で、ファンデリアを装備しているのに使えない状態で登場した。翌1959年（昭和34年）5月にクハ650に別途ファンデリア用の電動発電機を別途設置し、1963年にはデハとクハの電動発電機を総括制御できるように改造している。

## 4両編成化とデハ400形・サハ480形への改造・改番

### 背景
特急運行による速達性の向上で、京浜急行の編成両数は長編成化の一途をたどっていた。また700系（初代）や1000形などカルダン駆動車の増備により、吊掛駆動車のグループも高速・高密度運転に対応した性能向上が必要となっていた。特に420形とその電動機を流用した600形の1957年度、1958年度製造車は、主電動機の出力は同じでも定格回転数が低く、主制御器の性能もあって500形以降に比べて高速域での走行性能で劣り、起動加速度も低かったため、各駅停車での運用が難しいという問題が生じていた。
そこで1965年（昭和40年）の春から、主電動機などの換装・強化を中心とした性能の向上と、地下鉄乗り入れに伴う1号型ATSの整備も視野に入れ、一部を除いて4両固定編成化するため大規模な改造が始められた。そして同年秋から冬にかけては取り扱い上合理的な形式にする目的で、18メートル級吊掛駆動車を400形（2代）へ統一するための改番が実施された。そのため実車の改造出場時期は改番日とは一致しない。更に他の車両の改造の都合で『パンタグラフのついたクハ650形』という形態で一時的に営業運転した車両、『サハ600形』や『デハ650形』を名乗った車両もあった。

### 長編成化改造・走行性能強化

#### 601 - 611編成に対する改造
1953年度・1954年度製造の22両については、1965年1月から7月ごろにかけて改造を実施した。
まず長編成化のための車体関係改造が先行した。
- 601 - 603・606・611編成の5編成10両についてデハ・クハ共に運転台を撤去して中間車とした。改造後は旧運転台側が向かい合うよう、連結位置を変更した。
  - 運転台部分を客室化改造する際、流線型の先頭車前面屋根の端から先を台枠ごと切り取ったため、先頭車当時と比較して車体長が60mm短くなり、前後寸法が非対称となった。旧運転台位置の窓は細窓になっている。
- 改造後は運転台のある車両が必ず電動車となるように計画されたため、パンタグラフはデハ600とクハ650の先頭車に搭載し、中間車化されたデハ600からは撤去された。

この時点でいったん4両編成化し、一時的に営業についた後、再度編成ごと入場して電装関係の工事が実施された。
- 元々デハが装備していた110kwモーターと500形4両固定化時に交換されていたほぼ同仕様のモーターに対し、絶縁強化などを施して120kwに出力を向上させ（形式名もTDK-553EMに統一した）クハ650・サハ650となっていた7両も含めた14両全てを電動車とした。制御器はES-521Aで変更ない。
  - このグループは4両編成3本と2両編成1本の編成となった。
- 残り8両については、1964年（昭和39年）に2M2Tの4両固定編成化されたデハ500形と同様に先頭電動車と中間車付随車の2M2T編成を組むため、先頭車に出力150kwの三菱電機製MB-389BFR、主制御器は東洋電機製ES-761Aを新造して装備した。中間車化されたデハ600は電装解除してサハとなった。

#### 612 - 616編成に対する改造
1957年度、1958年度製造車10両については、1965年7月から9月にかけて次のような改造が実施された。
- デハ600形はデハ500形と同様に主電動機は出力150kwのMB-389BFR、主制御器にES-761Aを新造し換装。クハ650形も同様の電装品で電動車化され、パンタグラフを搭載してデハ650形となった。
- 前照灯について1灯のままシールドビーム化が実施され、前照灯を収めるケースが小型化された。

### 改番
上記改造が行われた後、1965年10月19日付改番により、1953年度製・1954年度製車がデハ400形、サハ480形に改番された。電動車は番台で区分されたため、これ以下の記事ではそれに合わせて120kW電動機を使用した車両を440グループ、150kW電動機を使用した車両、電装解除された車両を470グループと呼ぶ。
Mc601 - Tc651　→　 T492※・ T491※
Mc602  - Tc652　→　 T494※・ T493※
Mc603 - Tc653　→　 M451・ M450（120kW電動機使用）
Mc604 - Tc654　→　Mc471※・Mc472※（150kW電動機使用）
Mc605 - Tc655　→　Mc473※・Mc474※（150kW電動機使用）
Mc606 - Tc656　→　 M443・ M442（120kW電動機使用）
Mc607 - Tc657　→　Mc437・Mc438（120kW電動機使用）
Mc608 - Tc658　→　Mc441・Mc444（120kW電動機使用）
Mc609 - Tc659　→　Mc445・Mc448（120kW電動機使用）
Mc610 - Tc660　→　Mc449・Mc452（120kW電動機使用）
Mc611 - Tc661　→　 M447・ M446（120kW電動機使用）
1965年12月14日付改番により、1957年度、1958年度製造車もデハ400形に改番された。この車両群を以下460グループと呼ぶ。このグループは改番後の1966年5月までに、400形（初代）の車体載せ換えで生まれたサハ480形481 - 490を中間に挟んで2M2Tの4両編成となった。サハ480形には電動発電機が搭載されており、それまで積んでいた電動発電機は4両化の際に撤去された。
Mc612 - Tc662　→　Mc463・Mc464（150kW電動機使用）
Mc613 - Tc663　→　Mc461・Mc462（150kW電動機使用）
Mc614 - Tc664　→　Mc465・Mc466（150kW電動機使用）
Mc615 - Tc665　→　Mc467・Mc468（150kW電動機使用）
Mc616 - Tc666　→　Mc469・Mc470（150kW電動機使用）

## 改番後の改造

### 440グループ
- 1967年に電磁自動ブレーキ化、1968年に前照灯のシールドビーム化、正面方向幕類の取り付け、ATSの搭載を実施。
- 1973年6月から11月にかけて470グループに続いて不燃化対策のために車体更新を実施・竣工。前面形状が460グループと同様のものとなったほか、運転台寸法も拡張した。内装も全面的に張り替えられ、全金属化された。車端部屋根の形状を変更したほか、雨樋を高い位置に移動している。屋上通風器は一部を残して撤去され、700形（2代）などと同様のFRP製狭幅モニターが設けられたが、車体高の問題から背の低いものとされている。
- 一見すると460グループと見分けがつかないほど大規模な更新が行われたが、元々460グループに比べて車体高が高く、床面上700mmの框を変更しなかったことから、幕板部が広くなっていて印象が異なる。
- 機器の配置変更を実施し、先頭車は列車無線アンテナ取り付けのため、パンタグラフを連結面よりに移動し、交流化された電動発電機を搭載した。唯一2両編成を組んでいたデハ437 - 438は、デハ437が電動発電機、デハ438が空気圧縮機を積むようにされ、パンタグラフは両車とも連結面に移設して出場した。そのため連結面側にパンタグラフが近接して並ぶ姿だったが、1975年にデハ437のパンタグラフは撤去された。
- 1978年、空港線入線に伴い4両編成3本について3両編成2本と6両編成1本への編成替えを実施、補機の積み替えが行われた。京急吊掛式駆動車としては唯一の6両貫通編成が組成された他、デハ446はパンタグラフが再度搭載された。
- 3両化された2編成は1981年4月17日付、デハ437 - デハ438は同年5月6日付、6両編成は1982年3月31日付で800形と置き換えられて全車廃車された。

### 470グループ
- 1967年に電磁自動ブレーキ化と電動発電機をデハからサハへ移設、1968年に前照灯のシールドビーム化、正面方向幕類の取り付け、ATSの搭載を実施。
- 車体更新は440グループに先んじて実施され、1973年1月から2月に竣工した。前面形状が460グループと同様のものとなったほか、運転台寸法の拡張・雨樋位置の移動を実施し、内装も全面的に張り替えられて全金属化された。このグループの更新改造で特筆されるのは、側面一枚下降窓、正側面電動式方向幕・種別幕・自動需給電指令装置の採用であるが、続いて更新された440グループには採用されなかった。なお下降窓を採用したことから、それまでよりは窓が小さくなっている。電動車は台車を東急車輛製TS-806に交換、付随車の台車はOK-8系に揃えられた。
- 1978年にサハ493、1980年にサハ491を編成から外し3両編成化された。
- 編成から外されたサハ2両は1981年4月17日付で廃車。残り6両は2編成を連結して本線急行をメインに使用されたが、1983年3月31日付で全車廃車された。

### 460グループ
- 1967年に電磁自動ブレーキ化。1968年に正面方向幕類の取り付け、ATSの搭載を実施。
- 1970年、電動車を中心とした更新を実施、側面電動種別幕の設置、内装の不燃化、通風装置の首振り扇風機化、上屋根の撤去が行われた。電動車の台車がTS-806に交換され、外されたOK-8系台車はサハ480偶数車に転用された[7]。運転台の寸法は拡張されていない。
- 1980年末、サハ480形奇数車が編成からはずされ、翌年までに廃車された。
- 3両編成化後は空港線での運用が主となり、1983年3月と1986年3月の2度に分けて残りの全車が廃車された。

## 編成表

### 更新・改番当初の編成
【440形（120kW電動機搭載車）】 
Mc .Mc
437 - 438
Mc　.M　 .M　 Mc
441 - 442 - 443 - 444
445 - 446 - 447 - 448
449 - 450 - 451 - 452
【460・470形（150kW電動機搭載車）】 
Mc　.T　 T　 .Mc
461 - 481 - 482 - 462
463 - 483 - 484 - 464
465 - 485 - 486 - 466
467 - 487 - 488 - 468
469 - 489 - 490 - 470
471 - 491 - 492 - 472
473 - 493 - 494 - 474

### 各グループ廃車時の編成
【440形（120kW電動機搭載車）】 
Mc .Mc
437 - 438
Mc　.M　 Mc
441 - 442 - 444
445 - 447 - 448
Mc　.M　 .M　 M　 .M　 Mc
449 - 450 - 443 - 446 - 451 - 452
【460・470形（150kW電動機搭載車）】 
Mc　.T　 .Mc
461 - 482 - 462
463 - 484 - 464
465 - 486 - 466
467 - 488 - 468
469 - 490 - 470
471 - 492 - 472
473 - 494 - 474